# Международно летище „Камран“
Международно летище „Камран“ (на виетнамски: Sân bay Quốc tế Cam Ranh) е летище при град Камран, южен Виетнам.
С 8,25 милиона пътници за 2018 година, то е четвъртото най-натоварено летище в страната и единственото, за което пътниците от международни полети са повече от тези от вътрешните полети. Създадено е от Военноморските сили на Съединените щати като военновъздушна база по време на Виетнамската война. Днес летището обслужва и четвъртия по големина град в страната – Ня Чанг, както и бързо развиващия се курортен район около него.